# Universiteit van Tel Aviv
De Universiteit van Tel Aviv (Hebreeuws: אוניברסיטת תל אביב - Universitat Tel Aviv, Engels: Tel Aviv University, afgekort TAU) is een Israëlische staatsuniversiteit, gevestigd in Tel Aviv.
De Universiteit van Tel Aviv is zowel de grootste universiteit van Israël alsook de grootste Joodse universiteit ter wereld. Oorspronkelijk betrof het een in 1956 opgerichte gemeenteuniversiteit die het gevolg was van het samengaan van drie wetenschappelijke instellingen: een economisch-juridisch scholingsinstituut, een natuurwetenschappelijk instituut en een instituut voor joodse studies. In 1963 kwam de universiteit los van de gemeente te staan.
De Universiteit van Tel Aviv omvat negen faculteiten, 106 subfaculteiten en negentig onderzoeksinstituten. De negen faculteiten zijn: techniek, exacte wetenschappen, biologie, geneeskunde, geesteswetenschappen, recht, sociale wetenschappen, kunsten en management. Aan de universiteit studeren ongeveer 29.000 studenten.
De campus is 0,69 km² groot en zal met 0,20 km² worden uitgebreid.
Voorzitter van de universiteit is sinds juni 2007 professor Zvi Galil. Rector magnificus is sinds augustus 2005 professor Dany Leviatan.

## Bekende wetenschappelijke medewerkers
- Yehuda Afek (1952), informaticus en wiskundige
- Zygmunt Bauman (1925), Pools-Brits socioloog en filosoof
- Allan Bloom (1930-1992), Amerikaans cultuurcriticus, essayist en filosoof
- Liviu Librescu (1930-2007), werktuigbouwkundige
- Mordecai Naor (1934), geschiedkundige
- Tanya Reinhart (1943-2007), taalkundige en vredesactiviste
- Leonard Susskind (1940), Amerikaans natuurkundige

## Bekende oud-studenten
- Benjamin Ashkenazy (1940), dirigent en componist
- Michael Balick (1952), etnobotanicus
- Nir Baram (1976), schrijver
- Michael Eitan (1944), politicus
- Yael German (1947), politica
- Yitzhak Herzog (1960), politicus en advocaat
- Boaz Kremer (1978), arts, basketballer, tennisser en paralympiër
- Tommy Lapid (1931-2008), journalist, columnist, publicist, tv-persoonlijkheid, amateurschaker, (sport)bestuurder en politicus
- Mordecai Naor (1934), geschiedkundige
- Yaakov Peri (1944), politicus, topfunctionaris en voormalig hoofd van veiligheidsdienst Sjien Beet
- Ophir Pines-Paz (1961), politicus
- Haim Ramon (1951), politicus
- Benjamin Rawitz-Castel (1946-2006), pianist en pianoleraar
- Michal Rozin (1969), politica en feministe
- Gideon Sa'ar (1966), politicus
- Ayelet Shaked (1976), politica
- Silvan Shalom (1958), politicus
- Adi Shamir (1952), informaticus en cryptograaf
- Benny Shanon (1948), psycholoog en taalkundige
- Ariel Sharon (1928-2014), generaal en politicus (premier)
- Tamar Zandberg (1976), politica
- Ghil'ad Zuckermann (1971), taalkundige en polyglot
- Alexander Hammelburg (1982), politicus